# Aeropuerto Internacional de Basora
El Aeropuerto Internacional de Basora (IATA: BSR, OACI: ORMM) es el segundo mayor aeropuerto internacional de Irak, y se encuentra al sur de la ciudad de Basora. 

## Historia

### Construcción
El aeropuerto fue construido en los 60 y más tarde potenciado en los 80 por Saddam Hussein como una puerta de entrada al puerto de Irak. Se denunció que el aeropuerto fue construido para las personalidades y que apenas ha tenido uso.

### Renovación
La renovación del aeropuerto iba a suponer la construcción de una nueva terminal a una empresa alemana pero el proyecto fue cancelado de manera prematura con la Guerra del Golfo de 1991. El actual desarrollo del aeropuerto sólo pudo iniciarse tras la Invasión de Irak de 2003. Algunas instalaciones fueron efectuadas bajo contrato de la Agencia de Desarrollo Internacional de los Estados Unidos. El proyecto incluye la creación de torres de control y otras instalaciones de navegación aérea, así como la construcción de instalaciones de comunicación y transportes. 
El aeropuerto fue abierto de nuevo en junio de 2005. El evento estuvo marcado por el sacrifice de una oveja cuando un Boeing 727 de Iraqi Airways aterrizó procedente de Bagdad. Fue el comienzo de un nuevo vuelo de cabotaje en Irak entre Bagdad y Basora. Sin embargo, muchos pasajeros se quejaron de la falta de instalaciones básicas. Entre los problemas estaban la falta de aire acondicionado y lavabos, así como que el aeropuerto estaba en obras. 
El aeropuerto todavía se encuentra en reconstrucción para mejorar sus instalaciones. Iraqi Airways continúa operando vuelos desde este aeropuerto, y es su segunda base de operaciones. Puesto que esta ciudad está considerada como más segura que Bagdad, Iraqi Airways efectúa sus vuelos al extranjero desde este aeropuerto. Han solicitado permisos de aterrizaje para el aeropuerto de Londres-Heathrow a donde pretenden empezar a volar en breve.
El aeropuerto se encuentra en proceso de civilización como parte de la reconstrucción del país con la Operación Telic de la Fuerza multinacional de Irak. En contraprestación, la Real Fuerza Aérea británica tiene una fuerte presencia en el aeropuerto.

## Control de tráfico aéreo
| GND  | 121.7 MHz,303.275 MHz           |
| TWR  | 118.7 MHz,241.175 MHz           |
| APP  | 119.4 MHz,123.1 MHz,233.225 MHz |
| ATIS | 125.9 MHz,241.175 MHz           |

## Aerolíneas y destinos
| Aerolíneas           | Destinos                                                                                              |
| -------------------- | --- |
| Cham Wings Airlines  | Damasco                                                                                               |
| Emirates             | Dubái–Internacional                                                                                   |
| Fly Baghdad          | Damasco                                                                                               |
| flydubai             | Dubái–Internacional                                                                                   |
| Iraqi Airways        | Amman–Reina Alia, Bagdad, Beirut, El Cairo, Delhi, Dubái–Internacional, Erbil, Estambul, Sulaymaniyah |
| Middle East Airlines | Beirut                                                                                                |
| Nile Air             | El Cairo                                                                                              |
| Pegasus Airlines     | Estambul–Sabiha Gökçen                                                                                |
| Royal Jordanian      | Amman–Reina Alia                                                                                      |
| Qatar Airways        | Doha                                                                                                  |
| Turkish Airlines     | Estambul                                                                                              |